# Langley Vale
Langley Vale är en by i Surrey i England. Byn är belägen 22,6 km 
från Guildford. Orten har 1 495 invånare (2015).